# Yoko Ono (judo)
Pour l’article homonyme, voir Yoko Ono.
Yoko Ono (大野 陽子), née le 27 novembre 1989, est une judoka japonaise. Luttant dans la catégorie des moins de 70 kg, moyens, elle est double médaillée d'or aux championnats d'Asie en 2016 et 2017, puis elle remporte la médaille de bronze  des Championnats du monde 2018 et la médaille d'argent aux Championnats du monde 2021.

## Palmarès

### Compétitions internationales
| Année | Compétition           | Lieu      | Résultat | Catégorie      |
| ----- | --------------------- | --------- | -------- | -------------- |
| 2016  | Championnats d'Asie   | Tachkent  | 1re      | Moins de 70 kg |
| 2017  | Championnats d'Asie   | Hong Kong | 1re      | Moins de 70 kg |
| 2018  | Championnats du monde | Bakou     | 3e       | Moins de 70 kg |
| 2021  | Championnats du monde | Budapest  | 2e       | Moins de 70 kg |

Outre ses médailles individuelles, elle obtient des médailles dans des compétitions par équipes
| Année | Compétition                   | Lieu     | Résultat |
| ----- | ----------------------------- | -------- | -------- |
| 2016  | Championnats d'Asie           | Tachkent | 3e       |
| 2018  | Championnats du monde (mixte) | Bakou    | 1re      |
| 2019  | Championnats du monde (mixte) | Tokyo    | 1re      |

### Tournois Grand Chelem et Grand Prix
| Année | Compétition              | Lieu        | Résultat | Catégorie      |
| ----- | ------------------------ | ----------- | -------- | -------------- |
| 2011  | Grand Prix Amsterdam     | Amsterdam   | 3e       | Moins de 70 kg |
| 2013  | Grand Prix d'Oulan-Bator | Oulan-Bator | 3e       | Moins de 70 kg |
| 2015  | Grand Slam Tokyo         | Tokyo       | 2e       | Moins de 70 kg |
| 2017  | Grand Slam Tokyo         | Tokyo       | 1re      | Moins de 70 kg |
| 2018  | Grand Prix de Düsseldorf | Düsseldorf  | 1re      | Moins de 70 kg |
| 2018  | Grand Prix Zagreb        | Zagreb      | 2e       | Moins de 70 kg |
| 2019  | Grand Slam de Paris      | Paris       | 1re      | Moins de 70 kg |
| 2020  | Grand Slam Osaka         | Osaka       | 1re      | Moins de 70 kg |
| 2020  | Grand Slam de Paris      | Paris       | 1re      | Moins de 70 kg |
| 2021  | Masters mondial          | Doha        | 1re      | Moins de 70 kg |